# Renault Rafale
Renault Rafale – samochód osobowy typu SUV Coupe klasy średniej produkowany pod francuską marką Renault od 2024 roku.

## Historia i opis modelu

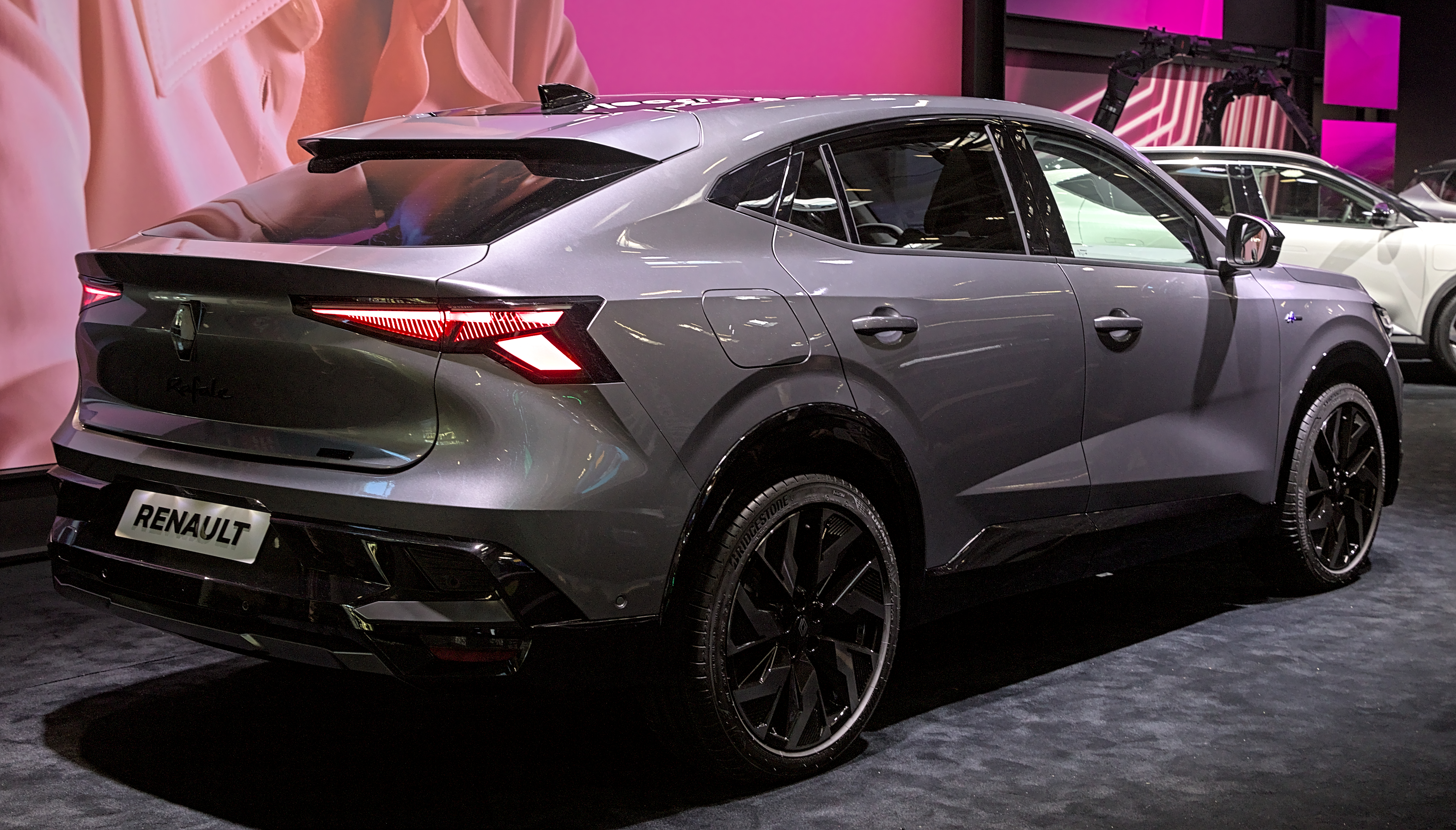
Renault Rafale − tył

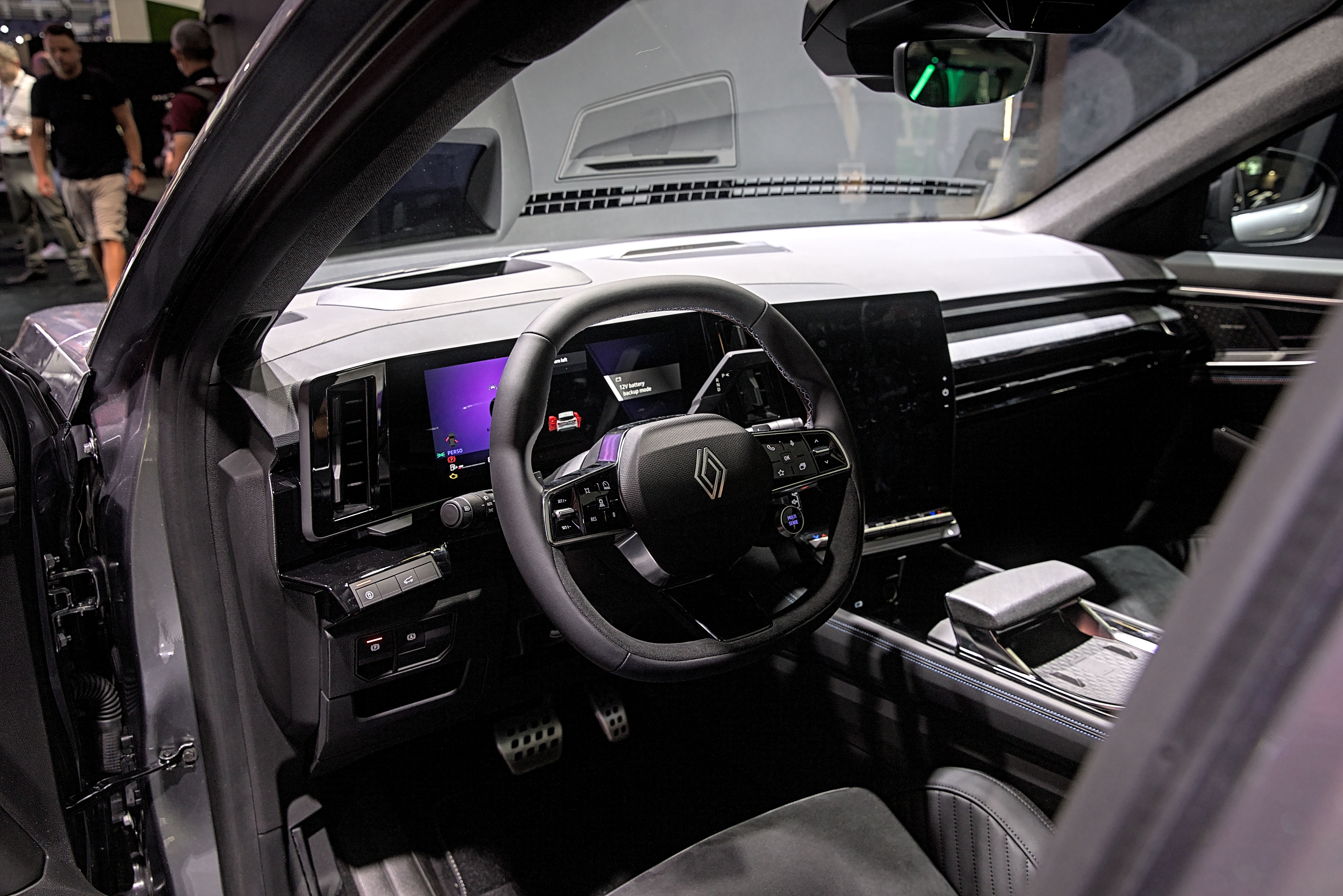
Renault Rafale − kokpit

Rafale zostało zaprezentowane po raz pierwszy w 2023 roku. 
Samochód powstał na wspólnej platformie co Renault Austral i Renault Espace.  Auto jest następcą modelu Renault Talisman. Produkcją tego modelu będzie się zajmować hiszpańska fabryka w Palencii. Samochód trafi do regularnej sprzedaży wiosną 2024 roku.